# Myristica

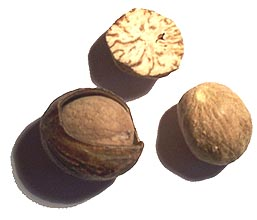
Nuez moscada

La mirística o árbol de la nuez moscada (Myristica) es un género de árboles perennifolios de la familia de las Myristicaceae procedente de las Islas de las Especias (en la actualidad las islas Molucas en Indonesia). Estos árboles son la fuente de dos especias derivadas del fruto: la nuez moscada y la macis.

## Descripción
La nuez moscada no es una nuez propiamente tal, sino la endosperma de la semilla del árbol, de forma ligeramente ovoide, de entre 20-30 mm de largo y 15-18 mm de ancho. La semilla está cubierta por un arilo o cobertura carnosa, tramada y de color rojizo. Esta envoltura, convenientemente secada y separada del resto del fruto, se denomina macis y es empleada como especia, al igual que la semilla. Así pues, este es el único fruto tropical que es fuente de dos especias diferentes. También se comercializan otros productos derivados de estos árboles, como los aceites esenciales extraídos de las oleorresinas y la manteca de nuez.
La especie comercializada más importante es la nuez moscada común o fragante (Myristica fragrans), oriunda de las Islas Banda en Indonesia. También se cultiva en el Caribe, en especial en Granada. Otras especies son la nuez moscada papú Myristica argentea, de Nueva Guinea, y la nuez Bombay Myristica malabarica, de la India. Ambas se usan como sucedáneos de los productos de M. fragans.

## Usos culinarios

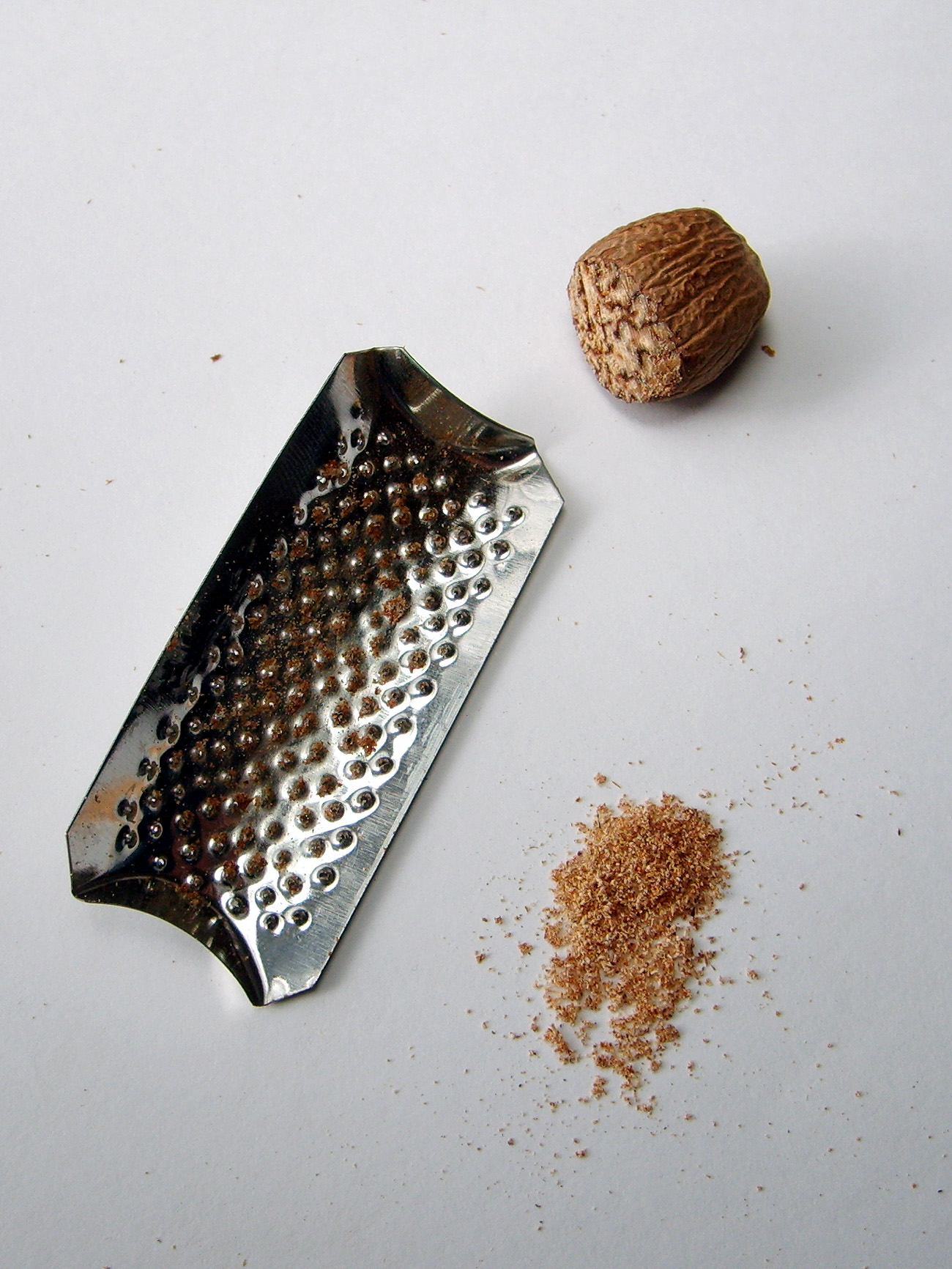
Nuez moscada antes y después de ser rallada

Tanto la nuez como la macis tienen sabores similares, aunque la nuez tiene un sabor algo más dulce y fino. La macis se utiliza preferentemente en platos coloridos debido al color anaranjado que da, parecido al azafrán. El fruto fue introducido en Europa por los árabes en el siglo XI y tuvo un papel importante en la gastronomía de algunos países del este hasta llegado el siglo XVIII. Hoy en día se puede encontrar su uso generalizado solo en la cocina holandesa. En la cocina bávara se emplea abundantemente en la producción de las famosas Weißwurst. Se puede decir que tanto la nuez como la macis se usan en guisos de patatas y platos de carnes, aunque también se utilizan para aderezar sopas, salsas, croquetas y platos horneados. En la cocina india se emplea en la condimentación de algunos currys y casi exclusivamente en dulces.
Las variedades japonesas de polvo de curry incluyen la nuez moscada como ingrediente.
La nuez moscada es muy usada para platos salados elaborados a base de leche, como por ejemplo la salsa bechamel.

## Aceites esenciales
El aceite esencial se obtiene de la destilación de la nuez molida y es ampliamente utilizado en la industria farmacéutica y perfumería. El aceite, incoloro o ligeramente amarillento, sabe y huele a nuez. Contiene numerosos componentes de interés para la industria oleoquímica y se utiliza como saborizante alimentario en productos horneados, jarabes (por ejemplo, Coca Cola), bebidas o dulces, entre otros. Sustituye a la nuez molida, ya que no deja partículas en los alimentos. 
En su uso para las industrias cosméticas y farmacéuticas se puede encontrar en dentífricos y como principal componente de algunos jarabes para la tos. En la medicina tradicional, la nuez y el aceite se utilizaron para tratar enfermedades relacionadas con los sistemas nervioso y digestivo. La miristicina es, probablemente, el agente químico responsable de los efectos psicotrópicos del aceite de nuez moscada.
Externamente, el aceite se utiliza para tratar los dolores reumáticos y, al igual que el aceite de clavo, se puede aplicar como tratamiento de urgencia para mitigar los dolores de muelas. En Francia se utiliza para molestias digestivas, disolviendo una gota en miel.

## Manteca de nuez moscada
Esta mantequilla es semisólida y de color marrón rojizo, con sabor y olor a nuez moscada. Aproximadamente el 75% de su peso es trimiristina, que puede convertirse en ácido mirístico. Este ácido graso de 14 carbonos se puede utilizar como sustituto de la manteca de cacao y se puede mezclar con otras grasas, como el aceite de semilla de algodón o el de palma. Tiene aplicaciones como lubricante industrial.

## Historia
Se dice que los sacerdotes romanos podrían haber empleado la nuez moscada quemándola como una forma de incienso, aunque esta teoría es controvertida.[cita requerida] Se sabe que se utilizó como preciada y costosa especia durante la Edad Media. San Teodoro era famoso por permitir a sus monjes espolvorear nuez moscada sobre su budín de guisantes. En tiempos isabelinos esta especia era tan popular que se creía podía evitar la peste. Los árabes negociaron con ella durante la Edad Media en los prósperos mercados del Océano Índico. A finales del siglo XV, Portugal se hizo cargo de este comercio, incluida la nuez moscada, debido al Tratado de Tordesillas con España y a un tratado por separado con el sultán de Ternate. En el siglo XVII, este comercio fue acaparado por los holandeses.

## Producción mundial
La producción mundial de nuez moscada se estima como media entre 10 000 y 12 000 toneladas por año con una demanda anual estimada de 9.000 toneladas. La producción de macís se estima en 1500 a 2000 toneladas. Indonesia y Granada dominan la producción y exportan ambos productos con un mercado mundial que comparte el 75% y el 20% respectivamente. Otros productores son: India, Malasia, Papúa Nueva Guinea, Sri Lanka y otras islas del Caribe, como San Vicente. Los principales mercados importadores son la Unión Europea, Estados Unidos, Japón y la India. Singapur y los Países Bajos son los principales re-exportadores.
Un futuro uso de la nuez moscada es como insecticida natural para controlar las plagas de insectos que infestan el grano almacenado.
En un tiempo, la nuez moscada fue una de las más valiosas especias. Se dice que en Inglaterra, hace varios cientos de años, se podían vender unas cuantas nueces y obtener el dinero suficiente para permitir la independencia financiera de por vida.[cita requerida]
Los árboles de nuez moscada dan su primera cosecha a los 7-9 años de su plantación y alcanzan su mayor potencial cosechero a los 20 años.

## Riesgo y toxicidad
En dosis bajas, la nuez moscada no es tóxica para el organismo. En cambio, cuando las dosis de este fruto superan los 10 gramos, aparecen efectos tóxicos. Entre ellos destacan las sensaciones alucinógenas de baja o media intensidad. También pueden tener lugar sensaciones relajantes parecidas a las del cannabis. Es frecuente también que tengan lugar vómitos, deshidratación y dolor generalizado. En algunos casos, es posible la aparición de cuadros psicóticos (psicosis de la nuez moscada).
Sus efectos duran más de 24 horas, y los efectos secundarios pueden prolongarse hasta pasadas las 36 horas de su ingestión. Este hecho hace que su consumo como droga de abuso no sea muy popular, con excepción de algunas poblaciones en el continente asiático y Oriente Próximo.
Su consumo de forma crónica puede provocar daños en el hígado debido a que varios de sus componentes activos se metabolizan por vía hepática.
Probablemente, la miristicina (C11H12O3) sea el principal agente químico responsable de la toxicidad de la nuez moscada.
Se trata de un compuesto químico derivado del fenilpropano, que se encuentra aproximadamente en un 4% en el extracto de este fruto.

### Envenenamientos por nuez moscada
Los extractos de nuez moscada han sido comúnmente utilizados en la medicina tradicional de varios países, entre los que destacan la India y algunos países de Oriente Próximo. Es por esto por lo que, ya en los siglos XVI-XVII, varios investigadores ya habían descrito los síntomas de la sobredosis por nuez moscada.
Sin embargo, en nuestro tiempo, las referencias de intoxicaciones por el consumo de esta semilla en la literatura científica son bastante menores.
Con diferencia, los registros de mujeres intoxicadas por nuez moscada son mayores que los de hombres. Esto se debe a que se ha utilizado tradicionalmente como abortivo. Muchos de estos casos fueron recogidos durante el siglo XX, sobre todo en la literatura científica de algunos medios británicos. En 1962, la revista inglesa South Carolina Medical Association publicó un artículo en el que se ponía en duda la efectividad de este extracto como agente abortivo. En el artículo se reflejaban varios intentos de aborto, en los que se utilizó extracto de nuez moscada como agente abortivo. El artículo expone que únicamente en uno de los casos este aborto fue exitoso, si bien fue resultado de la administración de nuez moscada durante un mes. Los autores de este artículo atribuyen los síntomas de la intoxicación a una depresión generalizada del sistema nervioso central, con períodos de estimulación, así como a complicaciones respiratorias y cardiovasculares asociadas.
También se ha sugerido que la intoxicación pudiera ser causa de una reacción de hipersensibilidad, que se hace notable por la aparición de edema facial y enrojecimiento.
Las intoxicaciones en niños y ancianos son bastante más peligrosas, ya que la toxicidad puede tener lugar a dosis más bajas que en adultos, y la mortalidad es más alta.

### Descripción de la actividad fármaco-toxicológica
Con el fin de describir las acciones que provoca en el organismo la administración de dosis altas de nuez moscada, se llevó a cabo un estudio en 2009 en el cual se comparó el efecto de varios extractos del aceite esencial de M. fragans con delta-9-THC, anfetamina y morfina.
Los resultados mostraron que la actividad varía dependiendo del tipo de extracto y de la vía de administración utilizada.
Los investigadores descartaron que se produjese el cuadro típico de los cannabinoides (disminución de la actividad locomotora, catalepsia, hipotermia y analgesia).
Los resultados por vía oral mostraron un efecto ligeramente estimulante del sistema nervioso central, pudiendo parecerse al producido por los derivados anfetamínicos, así como un ligero efecto analgésico.
Por vía intraperitoneal (administración parenteral), ejerce una acción depresora del SNC.

### Mecanismo toxicológico
No está del todo esclarecido qué componente del aceite esencial de este fruto es el responsable directo de la toxicología. Sin embargo, hay determinados estudios que ayudan a plantear el mecanismo por el cual ejerce su acción tóxica.
En 1963 se realizó un estudio acerca de la toxicidad de este fruto. El estudio se basó en la apreciación de la similitud estructural de la miristicina y determinadas aminas biógenas responsables de la neurotransmisión del sistema nervioso parasimpático. 
Esta similitud estructural, junto con los efectos estimulantes centrales que provoca la nuez moscada, permiten sugerir que la miristicina podría actuar como un inhibidor central de la monoamino-oxidasa (MAO). 
De esta manera, la miristicina actuaría como sustrato de la MAO, impidiendo en cierto grado, el metabolismo de las aminas biógenas, siendo el resultado de esto, una estimulación más prolongada del SNC. 
Para comprobar esta hipótesis, se realizaron estudios de toxicidad comparada en ratas, utilizando otros inhibidores de la monoamino-oxidasa como controles.
La miristicina mostró un efecto inhibidor de la MAO, aunque en menor medida que los controles.
Mostró también un efecto antagonista al de la reserpina, así como un aumento de los niveles cerebrales de serotonina. Ambos efectos son comunes con otros inhibidores de la monoamino-oxidasa.
Otro avance en cuanto a la identificación del mecanismo toxicológico fue la observación por parte de otros investigadores de que en el metabolismo de algunos éteres aromáticos, como el safrol (también presente en el extracto de nuez moscada) o la miristicina, se produce la oxidación de una cadena olefínica para producir un metabolito más hidrosoluble.
El resultado de ésta oxidación podría ser la formación de metabolitos anfetamínicos como la 3,4,5-trimetoxianfetamina (TMA), conocida por sus efectos psicotomiméticos, o el MDMA, que también podría provocar efectos estimulantes y alucinógenos.
Esta serie de reacciones de metabolización podrían servir para explicar la toxicidad de la nuez moscada.

## Taxonomía
El género fue descrito por Johan Frederik Gronovius y publicado en Flora Orientalis 141, en 1755.

#### Etimología
Myristica: nombre antiguo proveniente del vocablo griego antiguo μυριστικός (myristikós); «fragrante, adecuado para ungir», dado a la nuez moscada, y este a su vez, del también vocablo griego antiguo μύρον (myron); bálsamo, crisma, mirra, ungüento, en referencia al olor catacterístico del fruto de las especies del género.